# Eat the Peach
Eat the Peach es una película de comedia irlandesa de 1986, dirigida por Peter Ormrod. El título deriva del poema de T. S. Eliot "Canción de amor de J. Alfred Prufrock". Fue escrita por Peter Ormrod con John Kelleher.

## Reparto
- Stephen Brennan como Vinnie
- Eamon Morrissey como Arthur
- Catherine Byrne como Nora
- Joe Lynch como Boss Murtagh
- Tony Doyle como Sean Murtagh
- Takashi Kawahara como Bunzo
- Victora Armstrong como Vicky
- Niall Tóibín como Boots

## Producción
Eat The Peach se filmó en locaciones de Bog of Allen, condado de Kildare, y en los condados de Dublín, Meath y Wicklow, Irlanda. El sitio en Dublín estaba en Newcastle, Condado de Dublín. Los pilotos de Messhams de la Pared de la muerte realizaron acrobacias en motocicleta.

## Estreno
La película fue estrenada el 14 de marzo de 1986 en Irlanda.